# Allium nathaliae
Espèce
Classification APG III (2009)
'Allium nathaliae est une espèce de plante monocotylédone du genre Allium de la famille des Amaryllidacées. Cet oignon a été décrit pour la première fois par le botaniste russe Aleksey Petrovich Syarogin en 2004,.

## Répartition et habitat
Endémique sauvage en Crimée, il est présent dans la partie sud de la péninsule de Yalta et dans la montagne Kara-Dag.

## Description botanique
Géophyte bulbeux, cet oignon est presque brunâtre et ressemble à un œuf, avec des ormeaux bruns et gris-brun. 
Les feuilles sont au nombre de 2 à 5, arquées, dentelées sur les bords. L'inflorescence est sphérique, compacte, à fleurs roses. Le fruit est une capsule contenant des graines noires.
Il est proche de l'espèce Allium erubescens C. Koch.
En 2006, une variété distincte a été observée - "Allium nathaliae" var. tepekermensis Seregin dans la montagne Tepe-Kermen qui se distingue des autres spécimens de l'espèce par ses feuilles tordues en spirale, mais  var. ``tepekermensis est toujours considéré comme un nom synonyme.

## Situation environnementale
Il est répertorié dans le Livre rouge de Crimée.